# Okręg wyborczy Ryan
Okręg wyborczy Ryan (ang. Division of Ryan) – jednomandatowy okręg wyborczy do Izby Reprezentantów Australii, położony w stanie Queensland.
Pierwsze wybory odbyły się w nim w 1949 roku, a jego patronem jest T.J. Ryan.
Od 2010 roku posłem z tego okręgu była Jane Prentice z Liberal National Party of Queensland.

## Lista posłów
Lista posłów z okręgu Ryan:
| okres urzędowania | poseł           | przynależność                        |
| ----------------- | --------------- | ------------------------------------ |
| 1949–1975         | Nigel Drury     | Liberalna Partia Australii           |
| 1975–2001         | John Moore      | Liberalna Partia Australii           |
| 2001–2001         | Leonie Short    | Australijska Partia Pracy            |
| 2001–2010         | Michael Johnson | Liberalna Partia Australii           |
| 2010–2010         | Michael Johnson | niezależny                           |
| od 2010           | Jane Prentice   | Liberal National Party of Queensland |